# Bo Aurehl
Bo Aurehl, född 4 september 1954, är en svensk musikproducent, dirigent, musikpedagog, skribent och konserthuschef. 
Aurehl är utbildad vid Kungliga Musikhögskolan i Stockholm och avlade musiklärarexamen och körpedagogisk examen 1978. Han har studerat musikvetenskap vid universiteten i Uppsala och Lund, samt vid Kodály-institutet i Kecskemét i Ungern, där han även undervisat i solfège (gehörslära) och dirigering.
Mellan 1978 och 1987 var Bo Aurehl musiklärare och körledare i Adolf Fredriks Musikklasser i Stockholm. Åren 1987–1988 var han kormästare vid Malmö Opera. Sedan 1993 driver han företaget Habanera.
År 1981 grundade Aurehl Stockholms ungdomskör som han ledde fram till 1987 och 1988 startade han Kammarkören Svenska Röster som han ledde fram till 2004. År 2005 grundade han Stockholm Singers. Med denna kör vann han första pris i den internationella körtävlingen i Pécs, Ungern, maj 2013, Grand Prix i Caorle, maj 2015 samt Grand Prix i Budapest, juli 2016
Åren 2012 - 2015 var Bo Aurehl VD och konserthuschef för Helsingborgs Symfoniorkester och Konserthus.
Bo Aurehl arrangerar sedan 1994 den årliga adventskonserten i Blå hallen i Stockholms Stadshus.
Bo Aurehl var ordförande för Wasa Schackklubb 1989–1991 samt 2010–2012. Han är sedan 2002 ledamot av Schackakademien där han 2003 var redaktör för antologin Iskalla drag. 

## Diskografi
- Barnkör från Adolf Fredrik (1985)
- Jul med Stockholms Ungdomskör (1987)
- Klanger från Sverige (1993)
- Trettondagskonsert (1994)
- Swedish Rhaposody (1995)
- Adventskonsert (1998)
- Motetterna av J.S. Bach (2000)
- Advent! (2002)
- Luciakväll (2008)